# Trinità d'Agultu e Vignola
Trinità d'Agultu e Vignola är en ort och kommun i provinsen Sassari i regionen Sardinien i Italien. Kommunen hade 2 227 invånare (2017).